# Korytozaur
Korytozaur (Corythosaurus (gr. κορυς korus, κορυθος koruthos „hełm”; σαυρος sauros „jaszczurka”)) – rodzaj roślinożernego, kaczodziobego dinozaura z podrodziny lambeozaurów (Lambeosaurinae) w rodzinie hadrozaurów (Hadrosauridae).

## Dane podstawowe
Cechy gatunku:
pokrycie ciała: łuskowata skóra;
głowa: kostny grzebień w kształcie hełmu (samce miały większy grzebień niż samice i młode);
uzębienie: miał setki zębów policzkowych służących do żucia twardych roślin (baterie zębowe) ;
szyja: ;
kończyny przednie: cztery palce
kończyny tylne: trzy palce;
ogon: długi, ciężki;
cechy szczególne: .
Wymiary średnie:
długość ciała ok. 10 m;
wysokość ok. 4,4 m;
masa ok. 3,5-4 tony.
Przewidywana prędkość maksymalna: ok.: 11 km/h
Pożywienie: rośliny takie jak gałązki, szyszki, pestki.
Okres występowania: górna kreda, ok. 77-76.5 mln lat temu.
Biotop: od brzegu po góry.
Rozród: jajorodne.
Gniazdo: brak danych.
Tryb życia, zachowania społeczne: życie stadne, wędrówki okresow.
Znaczenie nazwy:
opis nazwy
- corytho – hełm koryncki
- saurus – jaszczur

## Występowanie
Żył w Ameryce Płn. w okresie kredy USA (Montana), Kanada (Alberta).

## Gatunki
- Corythosaurus casuarius, Brown, 1914,
- C. bicristatus, Parks, 1935,
- C. brevicristatus, Parks, 1935,
- C. excavatus, Gilmore, 1923,
- C. frontalis, Parks, 1935 – Lambeozaur,
- C. intermedius, Parks, 1923.

## Kultura masowa
Korytozaur wystąpił w trzeciej części filmu Jurassic Park (Jurassic Park III).

### Filatelistyka
Poczta Polska wyemitowała 5 marca 1965 r. znaczek pocztowy przedstawiający korytozaura o nominale 3,40  zł, w serii Zwierzęta prehistoryczne. Autorem projektu znaczka był Andrzej Heidrich. Znaczek pozostawał w obiegu do 31 grudnia 1994 r..